# Villa Lubin

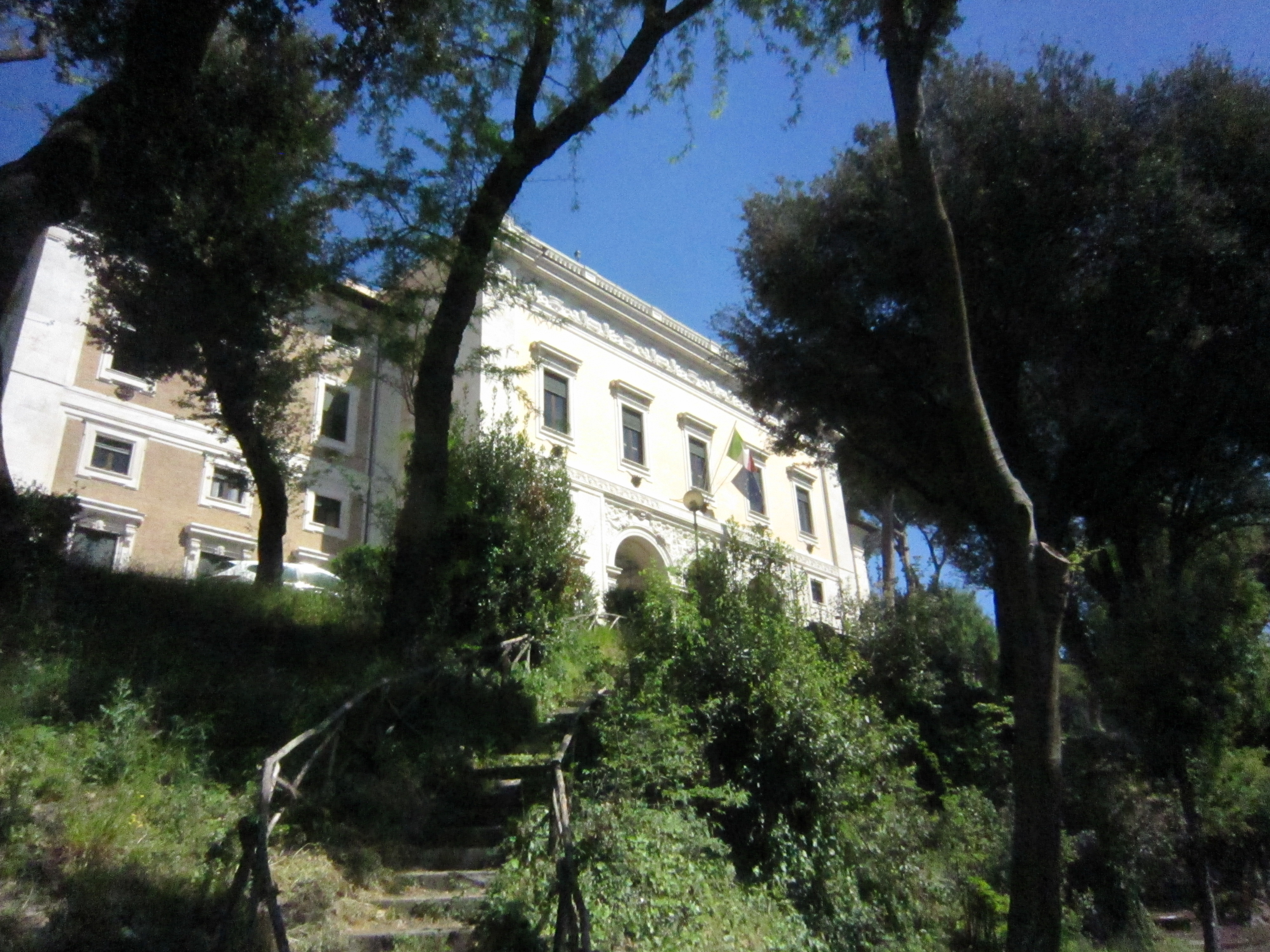
Villa Lubin

Die Villa Lubin, in der Vergangenheit auch Villa Italia und Palazzina Internazionale dell’Agricoltura genannt, ist ein Palast in der Parkanlage Villa Borghese in der italienischen Hauptstadt Rom. Benannt ist die Villa Lubin nach dem Landwirtschaftsreformer David Lubin, der die Gründung des Internationalen Landwirtschaftsinstituts anregte. Dieses Institut hatte seinen Sitz in diesem Gebäude. Heute ist es Sitz des Consiglio nazionale dell’economia e del lavoro (CNEL), eines italienischen Verfassungsorgans zur Beratung von Regierung, Parlament und Regionen in den Bereichen Wirtschaft und Arbeit.

## Geschichte
Nachdem König Viktor Emanuel III. von Italien den Vorschlag Lubins zur Gründung eines internationalen Landwirtschaftsinstituts 1904 angenommen und unterstützt hatte und dieses 1905 auf einem Kongress in Rom ins Leben gerufen wurde, beschloss man den Bau eines Gebäudes für diese internationale Organisation. Geplant wurde es von dem Architekten Pompeo Passerini mit Unterstützung des Architekten Raffaele De Vico. Das neobarocke Gebäude wurde von 1906 bis 1908 errichtet, wobei es wegen der notwendigen Entfernung jahrhundertealter Pinienbäume zu Protesten kam. Das Landwirtschaftsinstitut blieb dort bis zu seiner Auflösung im Jahr 1948, Materialien des ehemaligen Instituts noch einige Jahre länger. Das Institut wurde in der Nachkriegszeit von der Ernährungs- und Landwirtschaftsorganisation der Vereinten Nationen abgelöst, die ihren Sitz ebenfalls in Rom hat, jedoch in einem moderneren und größeren Gebäude. Die Italienische Republik brachte in der Villa Lubin 1958 den „Nationalen Rat für Wirtschaft und Arbeit“ (CNEL) unter, ein von der republikanischen Verfassung von 1948 vorgesehenes Beratungsorgan. Zu diesem Zweck wurde die Villa Lubin restauriert und umgebaut. Vorübergehend war es auch Sitz eines Regierungsausschusses für die Entwicklung Süditaliens.
1934 erhielt der Architekt Paolo Rossi den Auftrag, auf einem benachbarten Platz das Villino Ruffo zu errichten. Dort wurden später eine Bibliothek und Sitzungssäle eingerichtet. Von 1952 bis 1960 befand sich in diesem Nebengebäude ein Orient-Institut und ein italienisch-arabisches Zentrum.

## Planungen
Eine 2016 in einem Referendum abgelehnte Verfassungsreform sah die Auflösung des CNEL vor. Im Fall eines positiven Ausganges war geplant, den Consiglio Superiore della Magistratura (CSM), das Selbstverwaltungsorgan der Richter und Staatsanwälte der ordentlichen Gerichtsbarkeit in der Villa Lubin unterzubringen. Zeitweise war auch eine Nutzung als Gästehaus der Regierung oder als Sitz des Ministerpräsidenten vorgesehen.